# Adidas Grand Prix 2014
Adidas Grand Prix 2014 – mityng lekkoatletyczny, który odbył się 14 czerwca w Nowym Jorku. Zawody były szóstą odsłoną prestiżowej Diamentowej Ligi w sezonie 2014.

## Wstępny program zawodów

### Mężczyźni
| Konkurencja:               | 1. miejsce        | Rezultat    | 2. miejsce         | Rezultat    | 3. miejsce        | Rezultat |
| Bieg na 100 m              | Nesta Carter      | 10,09       | Yohan Blake        | 10,21       | Keston Bledman    | 10,23    |
| Bieg na 200 m              | Warren Weir       | 19,82 WL    | Nickel Ashmeade    | 19,95       | Alonso Edward     | 20,06    |
| Bieg na 400 m              | LaShawn Merritt   | 44,19       | Wayde van Niekerk  | 44,38 NR    | Chris Brown       | 44,61    |
| Bieg na 800 m              | David Rudisha     | 1:44,63     | Mark English       | 1:45,03     | Duane Solomon     | 1:45,13  |
| Bieg na 400 m przez płotki | Javier Culson     | 48,03 WL    | Michael Tinsley    | 48,56       | Cornel Fredericks | 48,58    |
| Skok wzwyż                 | Bohdan Bondarenko | 2,42 =AR WL | Mutazz Isa Barszim | 2,42 AR =WL | Andrij Procenko   | 2,35 PB  |
| Skok w dal                 | Jeffrey Henderson | 8,33 PB     | Christian Taylor   | 8,06w       | Rushwal Samaai    | 8,00w    |
| Rzut dyskiem               | Robert Harting    | 68,24       | Piotr Małachowski  | 65,45       | Ehsan Hadadi      | 65,23    |

### Kobiety
| Konkurencja:                  | 1. miejsce        | Rezultat    | 2. miejsce              | Rezultat   | 3. miejsce            | Rezultat |
| Bieg na 100 m                 | Tori Bowie        | 11,06       | Samantha Henry-Robinson | 11,13      | Schillonie Calvert    | 11,15    |
| Bieg na 200 m                 | Tianna Bartoletta | 22,68       | Natasha Hastings        | 23,06      | Bianca Knight         | 23,17    |
| Bieg na 400 m                 | Francena McCorory | 50,15       | Stephenie Ann McPherson | 51,20      | Anastasia Le-Roy      | 51,49    |
| Bieg na 800 m                 | Natoya Goule      | 2:00,28     | Latavia Thomas          | 2:01,11    | Marilyn Okoro         | 2:01,57  |
| Bieg na 1500 m                | Abeba Aregawi     | 4:00,13     | Dawit Seyoum            | 4:00,66    | Jennifer Simpson      | 4:02,54  |
| Bieg na 3000 m                | Mercy Cherono     | 8:39,84     | Betsy Saina             | 8:40,65 PB | Kalkidan Gezahegne    | 8:42,54  |
| Bieg na 3000 m z przeszkodami | Sofia Assefa      | 9:18,58     | Purity Cherotich Kirui  | 9:23,43    | Lidya Chepkurui       | 9:27,42  |
| Bieg na 100 m przez płotki    | Queen Harrison    | 12,62       | Dawn Harper-Nelson      | 12,63      | LoLo Jones            | 12,77    |
| Skok o tyczce                 | Fabiana Murer     | 4,80 WL     | Jennifer Suhr           | 4,70       | Yarisley Silva        | 4,70     |
| Trójskok                      | Kimberly Williams | 14,31w      | Anna Piatych            | 14,19      | Yosiri Urrutia        | 14,13w   |
| Pchnięcie kulą                | Valerie Adams     | 19,68       | Michelle Carter         | 19,51      | Cleopatra Borel-Brown | 19,04    |
| Rzut oszczepem                | Linda Stahl       | 67,32 PB WL | Kathryn Mitchell        | 66,08      | Madara Palameika      | 64,86 NR |

## Rekordy
Podczas mityngu ustanowiono 5 krajowych rekordów w kategorii seniorów:
| Zawodnik           | Reprezentacja     | Konkurencja        | Rezultat |
| ------------------ | ----------------- | ------------------ | -------- |
| Wayde van Niekerk  | Południowa Afryka | bieg na 400 metrów | 44,38    |
| Winston George     | Gujana            | bieg na 400 metrów | 45,57    |
| Bohdan Bondarenko  | Ukraina           | skok wzwyż         | 2,42     |
| Mutazz Isa Barszim | Katar             | skok wzwyż         | 2,42     |
| Madara Palameika   | Łotwa             | rzut oszczepem     | 64,86    |